# 亚当·帕佩

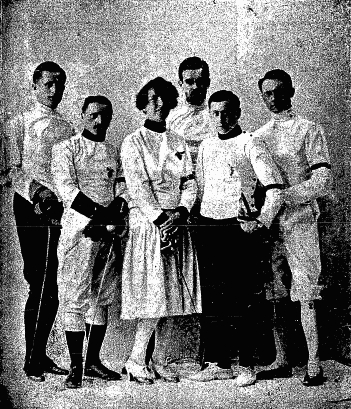
1922年克拉科夫運動會上擊劍選手的合照，右三為亚当·帕佩

亚当·帕佩（波蘭語：Adam Papée，1895年7月21日—1990年3月6日），波兰男子击剑运动员。他曾代表波兰参加1924年、1928年、1932年和1936年夏季奥林匹克运动会击剑比赛，获得二枚铜牌，均来自男子团体佩剑项目。